# Parentesco havaiano
O parentesco havaiano', também chamado sistema geracional, é um sistema de termos para parentesco usado para definir uma família, Foi identificado por Louis Henry Morgan em 1871 em seu trabalho de pesquisa Systems of Consanguinity and Affinity of the Human Family, sendo um dos mais simples sistemas de parentesco junto com os dos Esquimós, Iroqueses, Crows, Omahas, todas essas etnias dos Estados Unidos e também dos Sudaneses e  dos Pirarrãs do Brasil.

## Sistema
Dentro dessas tipologias, o sistema havaiano é o mais simples sistema de classificação de parentesco. As diferenças são somente por geração e por sexo. Há uma geração parental e uma geração de crianças (filhos). Nesse sistema, uma pessoa (aqui referida como Ego em antropologia) refere-se a todas as fêmeas da geração de seus pais como " Mãe" e de todos os homens como "Pai" Na geração dos filhos, todos irmãos e primos são referidos como "Irmão", todas as irmãs e primas como " Irmã".
Esta forma de parentesco é mais comum em sociedades com grupos de descendência ambilineal, nos quais a produção econômica e criação dos filhos são compartilhados.
O sistema havaiano é geralmente associado a “ambinealidade e está presente em cerca de um terço das sociedades do mundo, no caso, geralmente pequenas sociedades
.
Esse sistema é anterior ao contato com os norte-americanos, sendo usado pelo nativos do Havaí. Esse sistema é comum entre culturas falantes de línguas malaio-polinésias.